# أبو عماد الرفاعي
معين محمد الرفاعي أبو عماد، من مواليد (31 تموز 1965م)، كان أحد أبرز قادة حركة الجهاد الإسلامي في فلسطين.

## النشأة
ولد أبو عماد الرفاعي في مخيم برج الشمالي للاجئين الفلسطينيين، في منطقة صور، جنوب لبنان، عام 1965. ثمّ انتقلت عائلته للعيش في مخيم عين الحلوة بالقرب من مدينة صيدا. وقد هجّرت عائلته إبان الغزو الصهيوني لفلسطين عام 1948 من مدينة صفد شمالي فلسطين المحتلة.
دأب، منذ أن بلغ الثانية عشرة من عمره، على التردد إلى المساجد وحضور الحلقات الدينية فيها، وانتمى إلى "الجماعة الإسلامية في لبنان"، التي التزم صفوفها قبل انتقاله إلى حركة الجهاد الإسلامي.

## تحصيله العلمي
درس المرحلتين الابتدائية والإعدادية في مدارس «وكالة غوث وتشغيل اللاجئين الفلسطينيين - أونروا» في مخيم عين الحلوة.
أتمّ دراسته الثانوية في أزهر لبنان في بيروت، وحصل على الليسانس من جامعة بيروت الإسلامية، ومن ثم على درجة الماجستير من كلية الدعوة الجامعية، في الدراسات الإسلامية (شعبة أصول الفقه). وحائز أيضاً على درجة الدكتوراة في (التنمية البشرية والعلوم الإنسانية).

## نشاطه السياسي
إبّان انتمائه إلى «الجماعة الإسلامية»، تسلّم مهاماً عدّة في منطقة صيدا بعد انسحاب العدو الصهيوني وعملائه من منطقة شرق صيدا.
وإثر إبعاد الدكتور الشهيد فتحي الشقاقي، مؤسس حركة الجهاد الإسلامي وأمينها العام الأول إلى بيروت، عام 1988، تعرّف عليه وعلى إخوانه، ونشأت بينهم علاقة وطيدة، وأصبح من مؤسسي حركة الجهاد الإسلامي في لبنان، وتفرّغ للمهام الموكلة إليه.
تسلّم الرفاعي، في بداية انتمائه إلى «حركة الجهاد الإسلامي» في لبنان، العديد من المهام التنظيمية والسياسية في إطار الحركة، ولا سيما في منطقة الجنوب اللبناني. وبعد استشهاد الدكتور فتحي، عام 1995م، تسلّم مهام ممثل حركة الجهاد الإسلامي في لبنان.
إضافة إلى توليه مهام ممثل حركة الجهاد الإسلامي في لبنان، مثّل الرفاعي حركة الجهاد في العديد من المحطّات الهامة في القضية الفلسطينية؛ فقد كان عضواً في وفد «حركة الجهاد الإسلامي» في حوارات القاهرة بين الفصائل الفلسطينية الذي وقّع على الاتفاق المعروف باسم (اتفاق القاهرة في عام 2005). كما مثّل الحركة في اجتماعات لجنة تفعيل منظمة التحرير الفلسطينية التي عقدت لقاءات عدّة في العاصمة الأردنية عمّان، عام 2012.
 وحضر، ممثلاً للحركة، العديد من المؤتمرات في العديد من الدول العربية والإسلامية.
وأبو عماد الرفاعي عضو في المؤتمر القومي العربي، وعضو كذلك في الأمانة العامة للمؤتمر القومي – الإسلامي. وتربطه علاقات جيدة بالعديد من الشخصيات الوطنية والإسلامية في لبنان، وكذلك بالعديد من المفكرين المسلمين والشخصيات الإسلامية والقومية في الوطن العربي والإسلامي.

## إنتاجه الفكري
شارك في العديد من المؤتمرات والندوات السياسية والفكرية؛ وله العديد من المشاركات والأبحاث حول القضية الفلسطينية. وصدر له، مطلع 2017، كتاب بعنوان (إشكالية الدولة الإسلامية – تصور الحركات الإسلامية المعاصرة) 

### ومن أبرز مؤلفاته
1. حركة الجهاد الإسلامي في فلسطين (عام 2001)
2. الثورات العربية وانعكاسها على قضية فلسطين (عام 2012)
3. إشكالية الدولة الإسلامية - تصوّر الحركات الإسلامية المعاصرة (عام 2017)

وقد شارك في عشرات الندوات والمقابلات التفزيونية.